# William Thompson (tir à l'arc)
Pour les articles homonymes, voir Thompson et William Thompson.
William Henry Thompson, né le 10 mars 1848 à Calhoun et mort le 10 août 1918 à Seattle, est un archer américain.

## Biographie
Aux Jeux olympiques d'été de 1904 se tenant à Saint-Louis, William Thompson est sacré champion olympique par équipe avec les Potomac Archers. Il remporte aussi deux médailles de bronze, en double american round et en double york round.